# El Prat de Llobregat
El Prat de Llobregat é um município da Espanha na comarca de Baix Llobregat, província de Barcelona, comunidade autónoma da Catalunha. Tem 31,4 km² de área e em 2021 tinha 65 532 habitantes (densidade: 2 087 hab./km²). Está situado entre os municípios de Barcelona, Esplugues de Llobregat, Cornellà de Llobregat e Hospitalet de Llobregat.